# الانتخابات العامة السويدية 2022
أجريت الانتخابات العامة في السويد في 11 سبتمبر 2022 لانتخاب 349 عضوًا في البرلمان السويدي. والذين سيقومون بانتخاب رئيس وزراء السويد.  بموجب الدستور، ستجرى الانتخابات الإقليمية والبلدية في نفس اليوم.
بعد الانتخابات العامة لعام 2018، شكل الاشتراكيون الديمقراطيون (S)، بقيادة ستيفان لوفين، حكومة مع حزب الخضر (MP)، بينما امتنع حزب الوسط (C)، وحزب اليسار (V) والليبراليون (L) عن التصويت بالثقة في 18 يناير 2019. جرى حل التحالف، الذي شارك فيه الوسط (C) ووالليبراليون (L)، فعليًا قبل فترة وجيزة من إعادة انتخاب لوفين كرئيس للوزراء. واستمر لوفين في عمله كرئيس للوزراء طوال فترة وباء كورونا، على الرغم من الخلافات مع اليسار (V) حول التحكم في الإيجارات، ثم أُقيلت حكومته في يونيو 2021. على الرغم من إعادة تشكيلها بعد ذلك بوقت قصير، أعلن لوفين في أغسطس أنه يعتزم التنحي كرئيس للوزراء وزعيم الحزب الاشتراكي الديمقراطي في مؤتمر الحزب القادم. خلفته في الحزب ماجدالينا أندرسون، وزيرة المالية السابقة، في نوفمبر 2021، وقادت الحكومة منذ ذلك الحين، حيث نالت دعم وتأييد كل من أحزاب الوسط C واليسار V والخضر MP.
قوبلت فترة الحملة الانتخابية بقضايا تتعلق بانضمام السويد إلى الناتو بسبب الغزو الروسي لأوكرانيا عام 2022، وقضايا الطاقة والاقتصاد والهجرة. قامت الأحزاب البرلمانية بحملات خلال شهري يوليو وأغسطس، وفي أواخر أغسطس، تجاوز حزب الديمقراطيين السويديين (SD) الحزب المعتدل (M) في استطلاعات الرأي.

## تمهيد
عاد الحزب الاشتراكي الديمقراطي السويدي (S) إلى السلطة بعد الانتخابات العامة لعام 2014، مع مشاركة حزب الخضر في حكومة ستيفان لوفين الائتلافية. واحتفظ الحزب الاشتراكي الديمقراطي بمركزه كأكبر حزب برلماني بعد الانتخابات العامة 2018، على الرغم من خسارته 13 مقعدًا مقارنة بالانتخابات السابقة. أسفرت نتيجة الانتخابات عن برلمان مُعلق، ولم يكن لدى حزب الخضر الأحمر والتحالف مقاعد كافية لتشكيل حكومة؛ فاز الديمقراطيون السويديون (SD) بـ 62 مقعدًا في الانتخابات. جرى تكليف أولف كريسترسون، زعيم الحزب المعتدل (M)، بمهمة تشكيل الحكومة، على الرغم من أن حزب الوسط (C) والليبراليين (L) رفضوا دعم ترشيحه، وذلك لرغبة كريسترسون مشاركة الديمقراطيين SD في الحكومة. جرى تكليف لوفين في وقت لاحق بالمهمة، على الرغم من أنه فشل أيضًا في تشكيل حكومة. حدد رئيس البرلمان ريكسداغ أندرياس نورلين تصويتًا آخر ليُجرى في يناير، وشكل لوفين صفقة بين أحزاب S وMP وC وL والحزب اليساري (V). وأعيد انتخاب لوفين في 18 يناير 2019 بتصويت أحزاب S وMP لصالحه، بينما امتنعت أحزاب C وL وV عن التصويت.

### حكومة لوفين
أصبحت أول حالة مؤكدة لـ فيروس كورونا في السويد معروفة في 31 يناير 2020. أمرت الحكومة في وقت لاحق 100000 شخص في الأسبوع باختبار أنفسهم من أجل الحد من انتشار المرض، على الرغم من عدم كفاية موارد الرعاية الصحية والمسؤوليات غير الواضحة، ولم يتحقق الهدف. على عكس منظمة الصحة العالمية (WHO)، لم توصي الحكومة باستخدام أقنعة الوجه. خلال فترة انتشار فيروس كورونا، لم تفرض الحكومة عمليات إغلاق، بل فرضت قيودًا على عدد الأشخاص المسموح لهم بالالتقاء في الأماكن العامة.
خلال فترة رئاسته للوزراء، أراد لوفين إلغاء «ضريبة التقشف» (sv: Värnskatten)، وهي ضريبة تبلغ 5٪ تُفرض على أصحاب الدخل الذي يزيد على 6000 يورو شهريًا. عارض حزب اليسار هذه الخطوة. كما أعلن الحزب لاحقًا أنه سيبدأ التصويت بحجب الثقة، بسبب سياساته التي اعتبرها الحزب «غير مقبولة». في عام 2021، اقترح حزب S إلغاء ضوابط الإيجار للمساكن الجديدة؛ رد حزب اليسار بالبدء في اقتراع بحجب الثقة عن الحكومة. أُقيلت حكومة لوفين في 21 يونيو 2021 ؛ حيث صوت S وMP فقط لصالح الحكومة. وبعد إقالته، صرحت نيامكو سابوني، زعيمة الليبراليين، أن حزبها لن يتعاون مع S بعد الآن. طرح رئيس مجلس النواب نورلين اسم لوفين لتشكيل حكومة جديدة، وفي 7 يوليو أعيد تشكيل الحكومة. وبعد شهر، أعلن لوفين أنه سيتنحى عن منصبه كرئيس للوزراء في خريف عام 2021.

### حكومة أندرسون
عقد الاشتراكيون الديمقراطيون مؤتمرًا للحزب في 4 نوفمبر 2021، من أجل انتخاب زعيم جديد؛ وانتُخبت وزيرة المالية السابقة ماجدالينا أندرسون خلفًا لـ لوفين كزعيم للحزب. اقترح رئيس مجلس النواب نورلين اسم اندرسون لتشكيل الحكومة، وبعد ترتيب صفقة مع V، جرى انتخاب أندرسون كرئيسة للوزراء في 24 نوفمبر. ومع ذلك، انسحب MP من دعم الحكومة، مما أدى إلى استقالة أندرسون بعد سبع ساعات من انتخابها رئيسة للوزراء. رشحها رئيس مجلس النواب نورلين مرة أخرى، وفي 29 نوفمبر أعيد انتخاب أندرسون بأغلبية 101 صوتًا وامتناع 75 عن التصويت. ونظرًا لأن MP لم يصوت لصالح الحكومة، فإن حكومة أندرسون تألفت فقط من أعضاء من الاشتراكيين الديمقراطيين. وبعد بداية الغزو الروسي لأوكرانيا عام 2022، تقدمت حكومة أندرسون بطلب مع فنلندا للانضمام إلى حلف شمال الأطلسي (الناتو) في 18 مايو 2022، على الرغم من المعارضة التاريخية للديمقراطيين الاجتماعيين تجاه الناتو. أثناء التصويت في البرلمان، صوت MP وV فقط ضد الانضمام إلى الناتو. في يوليو، وقعت الحكومة على بروتوكول الانضمام من أجل الانضمام إلى الناتو. تلقت حكومة أندرسون معدلات موافقة عالية.

## النظام الانتخابي
يتكون البرلمان من 349 مقعدًا، ويجري انتخابهم جميعًا من خلال التمثيل النسبي للقائمة المفتوحة على القوائم الحزبية متعددة الأعضاء. تتميز السويد بأنها تجري انتخابات في موعد محدد مع نظام برلماني يمكن من خلاله إجراء انتخابات مبكرة. في الحالة الأخيرة، سيخدم المجلس التشريعي المنتخب ما تبقى من فترة الأربع سنوات التي بدأها المجلس التشريعي السابق. يجري تنظيم الانتخابات في يوم الأحد الثاني من شهر سبتمبر كل أربع سنوات، بالتزامن مع الانتخابات البلدية والإقليمية. كل دائرة من الدوائر الانتخابية الـ 29 لديها عدد محدد من البرلمانيين يجري تقسيمهم من خلال نتائج الدوائر الانتخابية لضمان التمثيل الإقليمي. ثم يجري انتخاب أعضاء البرلمان الآخرين من خلال التوازن النسبي، لضمان أن عدد النواب المنتخبين لمختلف الأحزاب يمثل بدقة أصوات الناخبين. ينص الدستور السويدي (Regeringsformen) في الفصل 4 على أن: البرلمان (الريكسداج) مسئول عن الضرائب وسن القوانين، وفي الفصل 6 إن: الحكومة مسؤولة أمام البرلمان. هذا يعني أن السويد لديها نظام برلماني ضمن نظام الملكية الدستورية - وذلك يضمن أن الحكومة مسؤولة أمام ممثلي الشعب. ومطلوب حصول الحزب على ما لا يقل عن 4٪ من الأصوات الوطنية (أو بدلاً من ذلك، 12٪ أو أكثر داخل دائرة انتخابية) لدخول الحزب إلى البرلمان. وفي هذه الحالة الأخير، فإن الحزب يحصل فقط على تمثيل داخل حصة مقعد تلك الدائرة. يجري انتخاب 310 من أصل 349 مقعدا من خلال 29 دائرة انتخابية. ثم يجري تقسيم الباقي على المستوى الوطني كمقاعد تسوية لضمان نتيجة متناسبة مع عدد الأصوات التي يحثل عليها الحزب. في حالة فوز حزب بعدد من الدوائر الانتخابية أكثر مما يحق له بشكل عام، فقد يجري إعادة توزيع مقاعد الدوائر الانتخابية لتقليل عدد مقاعد الدوائر التي فاز بها هذا الحزب.
يمكن للناخبين في الانتخابات السويدية أن يختاروا علانية عدة بطاقات اقتراع خاصة بأحزاب معينة، وبعد ذلك، في غرفة الاقتراع، يضعون علامة على ورقة الاقتراع التي اختاروها. انتقد اثنان من مراقبي الانتخابات من منظمة الأمن والتعاون في أوروبا (OSCE) الحاضرين في الانتخابات العامة لعام 2018 هذا النظام، قائلين إنه يمكن أن يعرض سرية الاقتراع للخطر، وأنهم سينظرون في القضية في تقريرهم حول الانتخابات الذي نُشر بعد ثمانية أسابيع من إجرائها. يقوم مسؤولو الانتخابات بتوفير أوراق اقتراع خاصة بحزب معين في أماكن الاقتراع للأحزاب التي حصلت على أكثر من 1٪ من الأصوات في الانتخابات البرلمانية السابقة. ويجوز للناخب أن يكتب اسم الحزب الذي يختاره على ورقة اقتراع فارغة للإدلاء بصوته إذا لم يكن هناك ورقة اقتراع خاصة بذلك الحزب.

### الأحزاب السياسية
يسرد الجدول أدناه الأحزاب السياسية الممثلة في البرلمان السويدي بعد الانتخابات العامة 2018.
| اسم | اسم                      | أيديولوجيا             | الموقف السياسي            | قائد                     | نتيجة 2018  | نتيجة 2018 |
| اسم | اسم                      | أيديولوجيا             | الموقف السياسي            | قائد                     | الأصوات (٪) | مقاعد      |
| --- | ------------------------ | ---------------------- | ------------------------- | ------------------------ | ----------- | ---------- |
|     | الاشتراكيون الديمقراطيون | الديمقراطية الاجتماعية | يسار الوسط                | ماجدالينا أندرسون        | 28.26٪      | 100 / 349  |
|     | حزب معتدل                | المحافظة الليبرالية    | يمين الوسط                | أولف كريسترسون           | 19.84٪      | 70 / 349   |
|     | الديمقراطيون في السويد   | الشعبوية اليمينية      | من اليمين إلى أقصى اليمين | جيمي أوكيسون             | 17.53٪      | 62 / 349   |
|     | حزب الوسط                | الليبرالية             | من الوسط إلى يمين الوسط   | آني لوف                  | 8.61٪       | 31 / 349   |
|     | حزب اليسار               | الاشتراكية             | من اليسار إلى أقصى اليسار | نوشي دادجوستار           | 8٪          | 28 / 349   |
|     | الديمقراطيون المسيحيون   | الديمقراطية المسيحية   | يمين الوسط إلى اليمين     | إيبا بوش                 | 6.32٪       | 22 / 349   |
|     | الليبراليون              | الليبرالية             | يمين الوسط                | يوهان بيرسون             | 5.49٪       | 20 / 349   |
|     | حزب الخضر                | السياسة الخضراء        | يسار الوسط                | مارتا ستينيفي بير بولوند | 4.41٪       | 16 / 349   |

### تشكيل البرلمان السابق
| Composition of Riksdag shortly before the 2022 Swedish general election |                          |         |
| الحزب                                                                   | الحزب                    | المقاعد |
|                                                                         | الاشتراكيون الديمقراطيون | 100     |
|                                                                         | حزب معتدل                | 70      |
|                                                                         | الديمقراطيون في السويد   | 61      |
|                                                                         | حزب الوسط                | 31      |
|                                                                         | حزب اليسار               | 27      |
|                                                                         | الديمقراطيون المسيحيون   | 22      |
|                                                                         | الليبراليون              | 20      |
|                                                                         | حزب الخضر                | 16      |
|                                                                         | مستقلون                  | 2       |

## الحملة الانتخابية

### المشاكل المطروحة

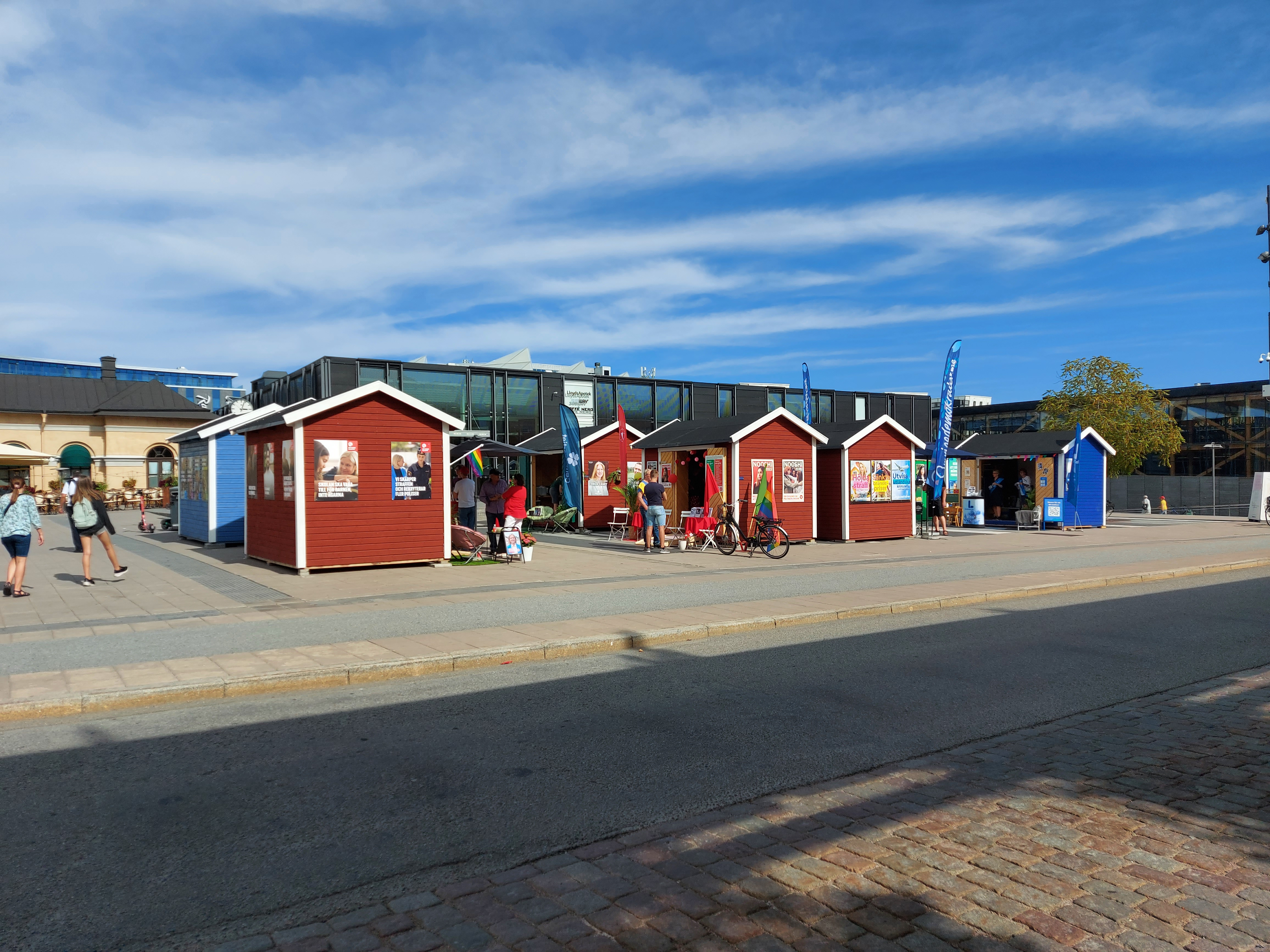
الأحزاب السياسية تقوم بحملات في أوبسالا

بعد بداية الغزو الروسي لأوكرانيا عام 2022، تحولت قضايا الحملة الانتخابية نحو مسألة انضمام السويد، وكذلك فنلندا المجاورة، إلى الناتو. برغم كونها دولة غير منحازة عسكريًا، فقد أظهرت استطلاعات الرأي بعد الغزو أن غالبية المستجيبين يؤيدون انضمام السويد إلى الناتو لأول مرة. قام الديمقراطيون السويديون والديمقراطيون الاشتراكيون، الذين فضلوا الحياد تاريخيًا، بمراجعة موقفهم بشأن هذه القضية وذكروا دعمهم للانضمام إلى الناتو. ظل حزب الخضر معارضًا، بينما صرح حزب اليسار أنه سيختار إجراء استفتاء حول هذا الموضوع. أشارت إذاعة صوت أمريكا إلى أن القضايا المتعلقة بالهجرة ستلعب أيضًا دورًا رئيسيًا خلال فترة الحملة الانتخابية. ذكرت وكالة رويترز أن القضايا المتعلقة بجرائم العصابات جرى الحديث عنها أكثر من غيرها. بالإضافة إلى ذلك، فقد طُرحت القضايا المتعلقة بالطاقة والرعاية الصحية والقانون والنظام والتعليم والاقتصاد والبيئة خلال فترة الحملة الانتخابية.

### حملات الأحزاب
نشر الاشتراكيون الديمقراطيون بيانهم الانتخابي، الذي وعدوا فيه بمعالجة القضايا المتعلقة بالجريمة، والرفاهية، والمناخ، والصناعة الخضراء، وارتفاع الأسعار. كما دعوا إلى إنشاء حضانة تلقائية للأطفال في سن الثالثة. وخلال حملتهم، أعرب S أيضًا عن دعمه للطاقة النووية. انتقدت أندرسون اقتراح الحزب المعتدل بشأن تحذيرات ضريبة الملكية. وذكر الحزب المعتدل أنه يريد خفض الهجرة إلى «نفس مستويات الدنمارك والنرويج». بالإضافة إلى ذلك، فإنه يرغب في جعل قوانين المصحات أكثر تقييدًا وإلغاء «نظام تغيير المسار»، الذي يسمح لطالبي اللجوء المرفوضين بالتقدم بطلب للحصول على تصاريح عمل. اقترح كريسترسون أن الدولة يجب أن تحدد عتبة سعرية لفواتير الطاقة. شن الديمقراطيون السويديون حملة لخفض هجرة اللجوء وجعلها «قريبة من الصفر». كما أعرب أوكيسون عن دعمه لتصاريح العمل الأكثر صرامة. وفي أغسطس، ارتفع الديمقراطيون السويديون في استطلاعات الرأي بسبب موقفهم المتشدد من الجريمة والهجرة، متجاوزين الحزب المعتدل.
في أغسطس، صرحت لوف أنها تريد أن يكون حزب الوسط جزءًا من الحكومة التي يقودها الديمقراطيون الاشتراكيون. كانت لوف في وقت لاحق هدفا لهجوم من قبل عضو سابق في حركة المقاومة الشمالية النازية الجديدة. خلال الحملة الانتخابية، شن حزب اليسار حملة «استعادة السيطرة على الرفاهية» وقضايا المناخ. وصرحت دادجوستار بدعمها للاستثمار في التكنولوجيا الخضراء والبنية التحتية، وانتقدت أيضًا الأحزاب اليمينية. كما ذكرت أن حزب اليسار سيعمل مع أحزاب اليسار لتشكيل حكومة. قام الديمقراطيون المسيحيون بحملة لتثبيت المزيد من الكاميرات الأمنية بالإضافة إلى زيادة التمويل من الموارد للشرطة من أجل مكافحة جرائم العصابات. دعت إيبا بوش إلى إعادة فتح محطة رينغالز النووية وكذلك توسيع إنتاج الطاقة من المياه والرياح. أعلن الليبراليون دعمهم لمزيد من الاستثمارات في الطاقة الشمسية وطاقة الرياح والطاقة النووية. بالإضافة إلى ذلك، ذكر الليبراليون أنهم يريدون خفض الضرائب على الكهرباء، وخاصة ضريبة القيمة المضافة والضرائب غير المباشرة. في أغسطس 2022، واجه الليبراليون أزمة داخلية فيما يتعلق بقضايا محطات الطاقة النووية وفقًا لصحيفة Dagens Nyheter. ورد بيرسون بالقول «إنها ليست مسألة أيديولوجية كبيرة». قام حزب الخضر بحملة حول المناخ والقضايا الاجتماعية، بما في ذلك الاستثمار والتوسع في النقل بالسكك الحديدية في السويد، واستبدال الوقود الأحفوري والديزل بالوقود المتجدد، وحماية وسائل الإعلام الحرة وبدء نظام مبادرة المواطنة للسماح جزئيًا بالتشريع الذي يقترحه المواطنون.

### الشعارات
| الحزب    | الحزب                    | الشعار الأصلي                               | الترجمة إلى العربية                        |
| -------- | ------------------------ | ------------------------------------------- | ------------------------------------------ |
|          | الاشتراكيون الديمقراطيون | Tillsammans kan vi göra vårt Sverige bättre | معا يمكننا أن نجعل السويد لدينا أفضل       |
|          | الحزب المعتدل            | Nu får vi ordning på Sverige                | فلنرتب السويد                              |
|          | الديمقراطيون في السويد   | Sverige ska bli bra igen... och inget snack | السويد ستكون جيدة من جديد.. ولا كلام فارغ! |
|          | حزب الوسط                | För Sveriges bästa                          | من أجل خير السويد                          |
|          | حزب اليسار               | Andra lovar, vi agerar                      | وعد آخرون، نحن نتصرف                       |
|          | الديمقراطيون المسيحيون   | Redo att göra Sverige tryggare              | على استعداد لجعل السويد أكثر أمانًا         |
|          | الليبراليون              | Utan oss inget maktskifte                   | بدوننا، لا تغيير في السلطة                 |
|          | حفلة خضراء               | Alla ska med när Sverige ställer om         | سينضم الجميع عندما تنتقل السويد            |
| المصادر: |                          |                                             |                                            |

## النتائج
فُتحت مراكز الاقتراع من الساعة 08:00 (UTC + 01:00) حتى الساعة 20:00، ويوجد إجمالي 7,772,120 مواطنًا لهم الحق في التصويت في هذه الانتخابات العامة.
| Composition of the Riksdag following the 2022 Swedish general election |                                         |           |        |         |     |
| الحزب                                                                  | الحزب                                   | الأصوات   | %      | المقاعد | +/– |
|                                                                        | حزب العمال الديمقراطي الاشتراكي السويدي | 1٬892٬664 | 30.49  | 108     | +8  |
|                                                                        | ديمقراطيو السويد                        | 1٬280٬227 | 20.62  | 73      | +11 |
|                                                                        | حزب التجمع المعتدل                      | 1٬183٬498 | 19.06  | 67      | −3  |
|                                                                        | حزب الوسط السويدي                       | 415٬983   | 6.70   | 24      | −7  |
|                                                                        | حزب اليسار (السويد)                     | 412٬698   | 6.65   | 24      | −4  |
|                                                                        | الديمقراطيون المسيحيون (السويد)         | 332٬598   | 5.36   | 19      | −3  |
|                                                                        | حزب الخضر (السويد)                      | 312٬955   | 5.04   | 18      | +2  |
|                                                                        | حزب الشعب الليبرالي (السويد)            | 285٬105   | 4.59   | 16      | −4  |
|                                                                        | آخرون                                   | 92٬287    | 1.49   | 0       | –   |
| المجموع                                                                | المجموع                                 | 6٬208٬015 | 100.00 | 349     | 0   |
|                                                                        |                                         |           |        |         |     |
| الأصوات الصحيحة                                                        | الأصوات الصحيحة                         | 6٬208٬015 | 98.52  |         |     |
| الأصوات الباطلة والفارغة                                               | الأصوات الباطلة والفارغة                | 93٬506    | 1.48   |         |     |
| مجموع الأصوات                                                          | مجموع الأصوات                           | 6٬301٬521 | 100.00 |         |     |
| الناخبين المسجلين ومعدل الإقبال                                        | الناخبين المسجلين ومعدل الإقبال         | 7٬772٬120 | 81.08  |         |     |
| المصدر: Swedish Election Authority ‏ (94.97% counted)                   |                                         |           |        |         |     |

### تركيبة الناخبين
| المجموعة                   | النسبة المئوية للتصويت الجماعي لصالح    | النسبة المئوية للتصويت الجماعي لصالح | النسبة المئوية للتصويت الجماعي لصالح | النسبة المئوية للتصويت الجماعي لصالح |           |           |           |           |           |           |
| المجموعة                   | حزب العمال الديمقراطي الاشتراكي السويدي | ديمقراطيو السويد                     | حزب التجمع المعتدل                   | آخرون                                |           |           |           |           |           |           |
| المجموعة                   | حسب النوع                               | حسب النوع                            | حسب النوع                            | حسب النوع                            | حسب النوع | حسب النوع | حسب النوع | حسب النوع | حسب النوع | حسب النوع |
| -------------------------- | --------------------------------------- | ------------------------------------ | ------------------------------------ | ------------------------------------ | --------- | --------- | --------- | --------- | --------- | --------- |
| إناث                       | 34                                      | 16                                   | 17                                   | 33                                   |           |           |           |           |           |           |
| ذكور                       | 26                                      | 25                                   | 21                                   | 28                                   |           |           |           |           |           |           |
| حسب السن                   |                                         |                                      |                                      |                                      |           |           |           |           |           |           |
| من 18–21 سنة               | 20                                      | 22                                   | 26                                   | 32                                   |           |           |           |           |           |           |
| من 22–30 سنة               | 23                                      | 17                                   | 21                                   | 36                                   |           |           |           |           |           |           |
| من 31–64 سنة               | 30                                      | 21                                   | 19                                   | 30                                   |           |           |           |           |           |           |
| من 65 سنة وأكبر            | 38                                      | 17                                   | 16                                   | 29                                   |           |           |           |           |           |           |
| حسب الوظيفة                |                                         |                                      |                                      |                                      |           |           |           |           |           |           |
| العمال ذوي الياقات الزرقاء | 32                                      | 29                                   | 14                                   | 25                                   |           |           |           |           |           |           |
| العمال ذوي الياقات البيضاء | 32                                      | 15                                   | 21                                   | 32                                   |           |           |           |           |           |           |
| رواد الأعمال والمزارعون    | 19                                      | 24                                   | 25                                   | 32                                   |           |           |           |           |           |           |
| المصدر: التلفزيون السويدي  |                                         |                                      |                                      |                                      |           |           |           |           |           |           |